# Carnets de scène (album video de Patricia Kaas)
Carnets de scène este cel de-al treilea album video al cântăreței franceze Patricia Kaas.

## Conținut
Ediție standard

1. „Les Mannequins d'osier”
2. „Vénus des abribus”
3. „Quand Jimmy dit”
4. „Des mensonges en musique”
5. „Mon mec à moi”
6. „Les hommes qui passent”
7. „Patou Blues”
8. „Kennedy Rose”
9. „Mademoiselle chante le blues”
10. „Une dernière semaine à New York”
11. „D'Allemagne”